# Voo Trigana Air Service 267
O Voo Trigana Air Service 267 foi uma rota regular de passageiros operada pela Trigana Air Services, com o ATR-42, do aeroporto Sentani, em Jayapura, até o Aeroporto Oksibil, em Oksibil. Em 16 de agosto de 2015, o avião perdeu o contato do radar enquanto sobrevoava a Papua, na Indonésia. O voo desapareceu 30 minutos após a decolagem. No mesmo dia, o governo indonésio confirmou a queda da aeronave. Seus destroços foram encontrados por moradores da região. A bordo estavam 49 passageiros (incluindo cinco crianças) e cinco tripulantes.

## Aeronave

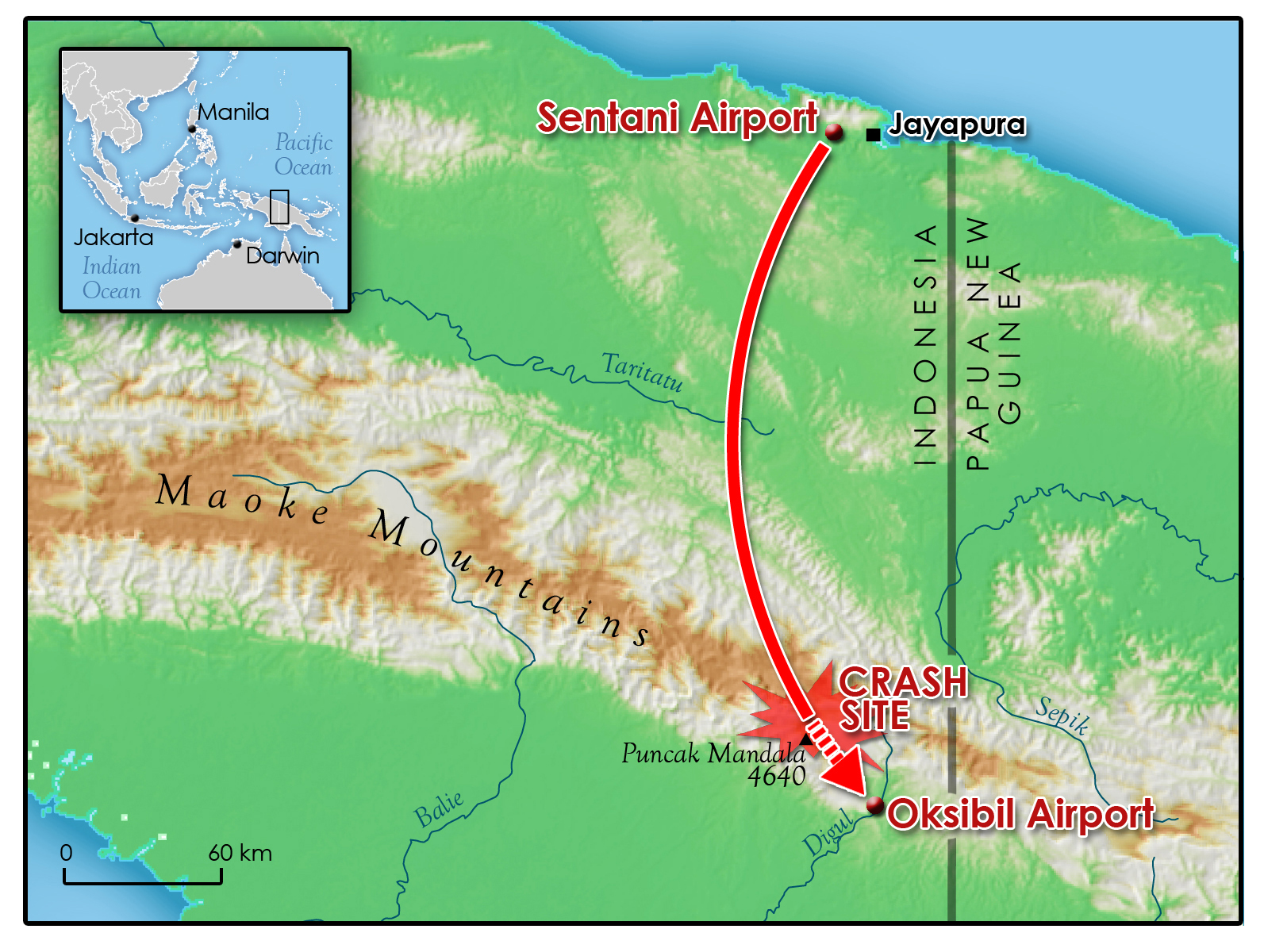
Mapa indicado rota do impacto

A aeronave fez seu primeiro voo em 1988, sendo originalmente propriedade da Air Resort e Trans States Airlines, registrada como N421TE. Já esteve envolvida em vários incidentes menores, incluindo uma quebra de roda antes de ser transferido para Trigana Air, em 2005.

## Voo
O voo decolou do Aeroporto Sentani, em Jayapura, às 14h22 (UTC+9) e estava programada para pousar em Oksibil por volta das 15h16. O avião perdeu contato por volta de 2h55. Não havia nenhuma indicação de que uma chamada de Mayday havia sido feita pelos tripulantes.

As 15h30 (UTC+9), a Agência Nacional de Busca e Salvamento da Indonésia implantou um avião de busca para encontrar a aeronave desaparecida. No entanto, a pesquisa foi suspensa por causa do tempo nublado. Os moradores locais relataram que viram o acidente de avião no lado de uma montanha em Papua. No mesmo dia, foi confirmado pelo governo indonésio a queda da aeronave.